# سلطان ابراهیم میرزا تیموری
ابراهیم سلطان بن شاهرخ یا ابوالفتح معزالدین یا مغیث الدین (۷۹۶–۸۳۸ق/۱۳۹۴–۱۴۳۵م)، شاهزادهٔ دانش‌دوست، با ذوق و هنرمند تیموری و دومین پسر شاهرخ فرزند امیر تیمور گورکان بود. وی از سیاست‌مداران، حامیان بزرگ هنر، معماری و فرهنگ و همچنین از هنرمندان مطرح و خوشنویسان طراز اول عهد خود به‌ویژه در خط ثلث و محقق به‌شمار می‌رود.
ارزش فعالیت‌ها و حمایت‌هایش از هنر و علوم، گاهی در سایه برادرانش بایسنقر میرزا و الغ‌بیگ نادیده گرفته شده‌است.

## خردسالی
وی در ۲۸ شوال ۷۹۶ق/۲۷ اوت ۱۳۹۴م به هنگامی که تیمور هنوز زنده بود، دیده به جهان گشود. تیمور نام ابراهیم سلطان بر او نهاد و برای تولد او چندین روز مراسم جشن و شادمانی برپا داشت. حوادث دوران زندگی او با ذکر جزئیات آن در پاره‌ای از کتابهای تاریخی به ویژه در ظفرنامهٔ شرف الدین علی یزدی که به اشارهٔ خود وی تألیف گردیده، آمده‌است. ابراهیم در رجب ۸۰۱/مارس ۱۳۹۹ هنگامی که تیمور به سمرقند بازمی‌گشت، همراه دیگر شاهزادگان خردسال تیموری در مراسم استقبال از وی حضور داشت. تیمور در جشن بزرگی که اندکی پیش از وفات برپا داشت، برای بیشتر شاهزادگان تیموری - حتی آنان که خردسال بودند - از جمله برای ابراهیم سلطان همسری از میان نزدیکان خود برگزید. کلاویخو در این مراسم حضور داشته و در سفرنامهٔ خود به توصیف آن پرداخته‌است.

## حکمرانی
هنگام مرگ امیرتیمور (۸۰۷ق/۱۴۰۴م) ابراهیم سلطان ۱۱ ساله بود و رفته‌رفته مشاغلی به او سپرده می‌شد. ظاهراً اولین سمت او نیابت سلطنت بود که در ۱۴ سالگی و هنگام لشکرکشی شاهرخ به استرآباد و جرجان و مازندران در ۸۱۰ق/۱۴۰۷م عهده‌دار آن گردید. همچنین در ۸۱۱ق که شاهرخ قصد رفتن به بادغیس را داشت، ابراهیم‌سلطان را به نیابت خود در هرات گذشت و امیر فیروز شاه را برای یاری او در امر حکومت تعیین کرد. شاهرخ که به تدریج بر مراتب لیاقت و کاردانی ابراهیم واقف می‌شد، در ۸۱۲ق او را به حکومت بلخ و طخارستان تا سرحد کابل و بدخشان گماشت و او در رجب همان سال پس از رسیدن به حضور پدر در اردوی وی راه بلخ در پیش گرفت.
ابراهیم سلطان همچنان در کارهای حکومت صاحب مشاغلی بود تا در ۸۱۷ق از سوی پدر فرمانروای فارس و توابع آن گردید و راهی آن ایالت شد. او تا پایان عمر بیشتر اوقات را در آنجا به سر آورد و هم در آنجا درگذشت.

## نبردها
اندکی پس از آغاز حکومت او بر فارس، میرزا بایقرا (پسر عمر شیخ) - امیرزادهٔ تیموری - که بر همدان، نهاوند و بروجرد حکومت می‌کرد، بر او شورید. در ربیع‌الاول ۸۱۸/ مهٔ ۱۴۱۵ پس از جنگی که میان آن دو روی داد، ابراهیم سلطان شکست خورد و شیراز به تصرف میرزا بایقرا درآمد. ابراهیم سلطان ناگزیر به ابرقو عقب نشست. شاهرخ پس از آگاهی از وقوع این حوادث، نخست جلال‌الدین فیروزشاه را به یاری فرزند فرستاد و سپس خود با لشکریانش راه فارس در پیش گرفت. بایقرا که آمدن شاهرخ را گمان نداشت، بیمناک شد و پوزش خواست. شاهرخ او را بخشود، لیکن فرمان داد که بایقرا دیگر در آن منطقه نماند و به قندهار برود و دیگربار حکومت فارس را به ابراهیم سلطان سپرد.
ابراهیم سلطان، پس از استقرار مجدد در حکومت فارس، در ادراهٔ آن ایالت وسیع و آبادانی آنجا و رسیدگی به امور مردم کوشش‌ها کرد. در ۸۲۳ق/۱۴۲۰م شاهرخ که قصد رسیدگی به امور آذربایجان را داشت و با سپاه خود در ری استقرار یافته بود، ابراهیم سلطان را فرا خواند. وی پس از چندی برای یاری پدر با لشکر خود به اردوگاه او در آن شهر ملحق گردید و چون به سلطانیه رسیدند، ابراهیم سلطان مأمور تسخیر مراغه شد. یک سال بعد (۸۲۴ق/۱۴۲۱م) در تبریز به اردوی شاهرخ پیوست و با امیر غیاث‌الدین شاه ملک به تسخیر نخجوان مأمور گردید و چون از این لشکرکشی پیروزمندانه بازگشت، مأمور گوشمالی علیکاجالق و سید احمد دیزک که از ترکمانان شورشی بودند، گردید و از عهدهٔ این کار نیز به خوبی برآمد و همراه امیرشاه ملک نزد پدر شتافت. در همین زمان شاهرخ که پس از سامان دادن به اوضاع شمال غرب ایران، آهنگ بازگشت خراسان کرده بود، در نزدیکی قزوین ابراهیم سلطان را مرخص کرد و به فارس فرستاد).
چندی از بازگشت ابراهیم سلطان از آذربایجان و استقرار او در شیراز نگذشته بود که دیگربار آهنگ گوشمالی فرمانروایان خوزستان کرد و با لشکر خود بدان‌سو رفت. نخست حویزه و دزفول را تصرف کرد و سپس به محاصرهٔ قلعهٔ شوشتر پرداخت، اما به دستور شاهرخ دست از محاصره برداشت و به شیراز بازگشت. در ۸۲۵ق دیگربار به آن ایالت رفت و سراسر آنجا را به تصرف درآورد و خبر آن را به آگاهی شاهرخ رساند.
ابراهیم سلطان در ۸۲۷ق لشکری به سوی لرستان فرستاد. در جنگی که روی داد، غیاث‌الدین بن کاووس بن هوشنگ آخرین فرمانروای اتابکان لرستان به سختی شکست خورد و آواره شد و بدین تربیت این سلسله به دست او منقرض شد. در اوایل ۸۳۲ق/۱۴۲۸م ابراهیم سلطان به آهنگ تصرف هرمز راه جنوب در پیش گرفت و چون به آن حدود رسید، قلعه منوجان را محاصره کرد، اما جنگی درنگرفت و پس از چندی به شیراز بازگشت. در همان زمان خبر عصیان اسکندر بن قرایوسف قره قویونلو از آذربایجان به شاهرخ رسید و او بی‌درنگ برای سرکوب وی به سوی آذربایجان شتافت. به گفته یٔ مورخان این بار هم ابراهیم سلطان با نیروی خود در ری به پدر ملحق شد. در این ملاقات، شاهرخ که آوازهٔ خوشرفتاری و مردم‌داری فرزند را شنیده بود، وی را مورد تحسین و نوازش قرار داد. در همین سفر بود که در سلطانیه به فرمان شاهرخ با نیروی همراهش در برانغار (میمنهٔ سپاه) جای گرفت و در همین موضع با ترکمانان جنگید و آنان را هزیمت داد. پس از این جنگ شاهرخ که خود از امور آذربایجان فراغت یافته بود، به ابراهیم و دیگر امرایی که به وی پیوسته بودند رخصت مراجعت داد.

## درگذشت
ابراهیم سلطان در ۸۳۸ق به بیماری سختی گرفتار شد که معالجهٔ پزشکان در بهبود او ثمری نداد و سرانجام در ۴ شوال همان سال در شیراز درگذشت. شاهرخ پس از درگذشت پسر، فرمانروایی اسمی فارس را فرزند خردسال او میرزا عبدالله واگذار کرد، ولی امور حکومت را به محب‌الدین ابوالخیر پسر شیخ محمد جزری سپرد. دولتشاه سمرقندی درگذشت ابراهیم سلطان را در ۸۳۴ ق ضبط کرده که قطعاً نادرست است. برخی از نویسندگان پس از وی نیز این اشتباه را تکرار کرده‌اند.

## فرزندان
ابراهیم سلطان دو فرزند پسر داشت. پسر بزرگ او به نام اسماعیل سلطان در حیات پدر در ۸۳۵ ق در گذشت. پسر دوم او میرزا عبدالله در ۸۳۶ ق زاده شد. او پس از مرگ پدر در دو سالگی به حکم شاهرخ به فرمانروایی فارس رسید. حکومت او در این ایالت ۱۰ سال به درازا کشید. سلطان محمد فرزند بایسنقر تیموری پس از فتح شیراز او را به خراسان فرستاد و در آنجا به یاری عم خود به حکومت سمرقند رسید. میرزا عبدالله تا ۸۵۵ ق در همین شهر حکومت داشت و در این سال سلطان ابوسعید میرزا او را به قتل رساند.

## هنرپروری
ابراهیم سلطان از شاهزادگان با ذوق، هنرمند و دانش‌دوست تیموری بود. افزون بر آنکه خود در چند زمینهٔ هنری تبحر داشت، هنرمندان و دانشمندان را نیز زیر حمایت خود می‌گرفت و در رونق و اعتلای ادبیات بسیار کوشا بود. ظاهراً او علاقه داشت دانشمندان و ادیبان را اطراف خود گردآورد. شرف‌الدین علی یزدی از دانشمندانی است که در دستگاه او می‌زیسته و کتاب ظفرنامه را به دستور او نوشته‌است. شرف‌الدین در این کتاب بارها از ممدوح خود یاد کرده و مثنوی‌هایی در مدح وی سروده و در کتابش جای داده‌است. همچنین مؤلّفی به نام شجاع کتاب انیس الناس را در ۸۳۰ق به نام او تألیف کرده‌است. اصل نسخهٔ این کتاب که برای خزانهٔ این شاهزاده تهیه شده، از گزند روزگار مصون مانده و اکنون در کتابخانه مجلس شورای اسلامی، شم ۱، نگهداری می‌شود. مؤلف در مقدمهٔ کتاب از ابراهیم سلطان به نیکی نام برده و او را ستوده و اشعاری نیز در مدحش سروده‌است. در سایر فصول آن نیز به مناسبت از ممدوح خود یاد کرده و در یک‌جا از حملهٔ وی به آذربایجان و فتح او و بازگشت به شیراز ضمن حکایتی سخن رانده‌است. مورخ نام‌آور، حافظ ابرو نیز پس از در گذشت میرزا بایسنقر تیموری به شیراز نزد ابراهیم سلطان شتافت و چندی در دستگاه او روزگار به سر برد. خوشنویس صاحب نام محمود قطب مغیثی از شاگردان جعفر بایسنقری در کتابخانه سلطان ابراهیم میرزا به کتابت مشغول بوده و به‌مناسبت لقب او (مغیث السلطنة والدّین) آثارش را «مغیثی» و «سلطانی» امضاء می‌کرده‌است.

## نویسندگی
ابراهیم سلطان نویسنده و ادیب نیز بود. منشآتی داشته که اکنون نسخه‌هایی از آن در دست است. به علاوه اثری که از او اخیراً منتشر شده «منشور کلانتری خواجه نصیرالدین محمد مذهّب» است. این متن را ظاهراً شرف‌الدین علی یزدی در ذیقعدهٔ ۸۳۵ق/۲۴ ژوئیهٔ ۱۴۳۲م به نام ابراهیم سلطان نوشته‌است. رسالهٔ دیگری در اخلاق و سیاست در کتابخانه مرکزی دانشگاه تهران موجود است که آن را ابراهیم سلطان املاء کرده و مؤلف فتح‌نامهٔ سلطانی آن را به تحریر درآورده است.

## شاعری
این شاهزادهٔ هنرمند شعر هم می‌سروده‌است و بخشی از اشعار او در مجموعه‌ای که نزد مهدی بیانی موجود بوده، آمده، که مقدمهٔ آن را شرف‌الدین علی یزدی نوشته‌است. برخی از شاعران هم عصر او از جمله عصمت بخاری، وی را در اشعار خود ستوده‌اند. او با برادرانش: الغ بیگ در سمرقند و بایسنقر میرزا در هرات، دربارهٔ شعر فارسی مکاتبه می‌کرد.

## خوشنویسی
ابراهیم سلطان، همچون برادرش بایسنقر، به خوشنویسی علاقه بسیار داشت و خود نیز خوشنویسی پرآوازه و از پیروان مکتب مشهور یاقوت مستعصمی بود. قرآنهای خوشنویسی شده بسیاری که اغلب تاریخ آنها بین سالهای ۸۲۵–۸۱۶ق/ ۱۴۲۲–۱۴۱۳م. است، از او یا منسوب بدوست. او خوشنویسی برجسته بود و به ویژه خط ثلث را زیبا می‌نوشت. او این هنر را در آغاز ورود به فارس از پیر محمد شیرازی فرا گرفته بود. او از استادان خطوط ششگانه به‌شمار می‌رود. از آثار او در این زمینه چند قرآن نفیس در دست است. یکی از آنها که به خط ثلث در ۸۲۷ق/۱۴۲۴م نوشته شده در آستان قدس رضوی موجود بوده، ولی اکنون فقط ۱۶ ورق آن محفوظ مانده‌است. قرآن دیگری نیز به خط ریحان جلی منسوب به ابراهیم سلطان در آستان قدس موجود است، اما رقم کاتب آن مجعول به نظر می‌رسد. قرآن نفیس دیگری هم به خط او موجود است که سابقاً در بنای دروازه قرآن شیراز قرار داشته و اکنون در موزه پارس شیراز نگهداری می‌شود. گفته می‌شود که قرآن مورخ ۸۳۰ق موجود در موزه متروپولیتن نیز به خط اوست.

## کتیبه‌نگاری
کتیبه‌هایی نیز به خط او باقی است از جمله دو کتیبه به قلم ثلث، یکی متن حدیثی بر دیوار سنگی بقعه شاه میر علی بن حمزه و دومی در بقعه میرعلاءالدین حسین در شیراز، همچنین ۳ کتیبه بر دیوار تالار داریوش در تخت جمشید فارس، و اشعاری نیز در پایین کتیبهٔ میخی عهد خشایارشا به خط نسخ نوشته‌است.

## معماری
از ابنیه‌ای که ابراهیم سلطان ساخته، مدرسه دارالصفا در شیراز است. در کنار این مدرسه، دارالایتامی نیز ساخته بوده‌است. این مدرسه تا ۹۹۹ق/۱۵۹۱م برپا بود و در این سال ویران گردید. همچنین باغ بزرگی در شیراز، در جایی که مشهور به وثاق شاه منصور بود، بنا کرده بود. این باغ، پس از او محل پذیرایی فرمانروایانی بود که برای ادارهٔ حکومت فارس به این ایالت می‌آمدند.